# Microdrosophila purpurata
Microdrosophila purpurata är en tvåvingeart som beskrevs av Toyohi Okada 1956. Microdrosophila purpurata ingår i släktet Microdrosophila och familjen daggflugor. Inga underarter finns listade i Catalogue of Life.